# La Figure jaune
La Figure jaune, aussi traduite La Face jaune et Le Visage jaune (The Adventure of the Yellow Face en version originale), est l'une des cinquante-six nouvelles d'Arthur Conan Doyle mettant en scène le détective Sherlock Holmes. Elle est parue pour la première fois dans la revue britannique Strand Magazine en février 1893, avant d'être regroupée avec d'autres nouvelles dans le recueil Les Mémoires de Sherlock Holmes (The Memoirs of Sherlock Holmes).

## Résumé
Sherlock Holmes, ennuyé par le manque d'affaires, rentre chez lui après une promenade avec le Dr. Watson au début du printemps et découvre qu'il a manqué un visiteur, mais que ce dernier a laissé sa pipe derrière lui. À partir de cet objet, Holmes déduit que l'homme était perturbé (car il a oublié sa pipe) ; qu'il y tenait beaucoup (car il l'avait réparée avec des bandes d'argent coûtant plus cher que la pipe elle-même, plutôt que de la remplacer lorsqu'elle s'était cassée) ; qu'il était musclé, gaucher, avait d'excellentes dents, était négligent dans ses habitudes et n'avait pas besoin de pratiquer l'économie (ces déductions ne sont pas pertinentes pour l'histoire : ce ne sont que des exercices logiques holmésiens).
Lorsque le visiteur, M. Grant Munro (dont le nom a été observé par Holmes sur le ruban de son chapeau), revient, Holmes et Watson entendent l'histoire de la tromperie de Munro par sa femme Effie. Elle avait été précédemment mariée en Amérique, mais son mari et son enfant étaient morts de la fièvre jaune, après quoi elle était retournée en Angleterre, avait rencontré et épousé Munro en lui cédant tous ses biens (à son insistance). Leur mariage avait été heureux jusqu'à ce qu'Effie demande cent livres et le supplie de ne pas demander pourquoi. Deux mois plus tard, Effie Munro a été surprise en train d'avoir des échanges secrets avec les occupants d'un cottage près de la maison des Munro à Norbury. Grant Munro y a aperçu une mystérieuse personne au visage jaune dans ce cottage. Après avoir surpris Effie s'y rendant, submergé par la jalousie, il fait irruption dans le cottage et le trouve vide. Cependant, la pièce où il a vu la figure mystérieuse est très confortable et bien meublée, avec un portrait de sa femme sur la cheminée.
Holmes, après avoir renvoyé Munro chez lui avec des instructions de le télégraphier si le cottage était réoccupé, confie à Watson sa conviction que la figure mystérieuse est le premier mari d'Effie Munro. Il postule que le mari, laissé en Amérique, est venu en Angleterre pour la faire chanter.
Après que Munro a convoqué Holmes et Watson, les trois hommes entrent dans le cottage, ignorant les supplications d'Effie Munro. Ils trouvent le mystérieux personnage au visage jaune, et Holmes enlève le visage, révélant qu'il s'agit d'un masque, et découvrant une jeune fille métisse. Il est alors révélé que le premier mari d'Effie Munro était John Hebron, un avocat afro-américain, qui est effectivement mort en Amérique, mais leur fille, Lucy, a survécu. À l'époque où Effie est venue en Angleterre, elle ne pouvait pas emmener Lucy avec elle, car l'enfant était encore trop malade pour supporter le voyage. Mais plus tard, après son mariage avec Grant, Effie a appris que Lucy était vivante et en bonne santé. En apprenant cela, Effie a été submergée par le désir de revoir son enfant, alors elle a demandé les cent livres et les a utilisées pour amener Lucy et sa nourrice en Angleterre, et les a installées dans le cottage près de la maison des Munro. Elle craignait cependant que Grant cesse de l'aimer s'il découvrait qu'elle était la mère d'un enfant métis, alors elle a fait tout son possible pour garder l'existence de Lucy secrète.

Watson et Holmes sont touchés par la réponse de Munro. Watson observe : 
Mais quand il formula sa réponse, elle était du genre de celles dont j’aime à me souvenir. Il prit la petite fille, la leva à bout de bras, l’embrassa, et puis, tout en continuant à la porter, il tendit à sa femme son autre main et se dirigea vers la porte : « Nous pourrons en discuter chez nous beaucoup plus confortablement, dit-il. Je ne suis pas un homme parfait, Effie, mais je crois que je suis meilleur que tu ne l’avais cru. »
Holmes et Watson partent discrètement, et ce soir-là, après leur retour à Baker Street, Holmes dit : « Watson, si jamais vous avez l’impression que je me fie un peu trop à mes facultés, ou que j’accorde à une affaire moins d’intérêt qu’elle ne le mérite alors ayez la bonté de me chuchoter à l’oreille : “Norbury !” Je vous en serai toujours infiniment reconnaissant. »

## Commentaires
Il s'agit d'une des rares affaires où le pronostic de Sherlock Holmes s'avère erroné, comme le docteur Watson le souligne au début de l'histoire. En effet, Holmes déroge à son principe de ne pas bâtir d'hypothèse allant plus loin que les simples faits, et s'en voit puni. Mis face à son erreur, le détective fait preuve d'humilité en déclarant à son ami la phrase citée au-dessus.
Cette nouvelle présente un intérêt historique car elle aborde de manière positive le métissage, à une époque restant très fortement coloniale. Alors qu'Effie redoute que la fille issue de sa première union avec un homme noir ne soit rejetée par son second mari, celui-ci l'accepte finalement sans difficulté, en ironisant « Je ne suis pas un saint, Effie, mais je suis peut-être meilleur que vous ne le croyez ! ». Watson, narrateur de l'histoire, qualifie ce comportement comme étant de ceux « qu'on n'oublie pas ».

## Livre audio en français
- Arthur Conan Doyle, La Figure jaune [« The Adventure of the Yellow Face »], Paris, La Compagnie du Savoir, coll. « Les enquêtes de Sherlock Holmes », 2011 (EAN 3760002139678, BNF 42481156)Narrateur : Cyril Deguillen ; support : 1 disque compact audio ; durée : 50 min environ ; référence éditeur : La Compagnie du Savoir CDS075. Le nom du traducteur n'est pas indiqué.